# Paws of Fury - La leggenda di Hank
Paws of Fury - La leggenda di Hank (Paws of Fury: The Legend of Hank) è un film d'animazione del 2022 diretto da Rob Minkoff, Mark Koetsier e Chris Bailey.

## Trama
Ika Chu, un alto funzionario dello shogun, vive in una terra abitata dai gatti e desidera espandere il suo gigantesco palazzo, situato nei pressi del villaggio di Kakamucho. Chu intende quindi cacciare gli abitanti dal villaggio inviando una banda di sgherri, guidati dal suo braccio destro Ohga. Gli abitanti chiedono allo Shogun di nominare un nuovo samurai per proteggerli dopo la fuga del precedente. Chu decide quindi di nominare Hank, un cane prigioniero che sta per essere giustiziato. Dopo un'iniziale accoglienza ostile, Hank si affida all'aiuto di Jimbo, un samurai dipendente dall'erba gatta, il quale accetta con riluttanza di addestrarlo. Durante l'allenamento, Hank sconfigge Sumo, uno dei servi di Ika Chu, guadagnandosi la fiducia degli abitanti, ma al contempo porta Hank a trascurare il suo addestramento, rovinando il rapporto con Jimbo. Chu porta Hank in una discoteca privata, per distrarlo mentre i suoi delinquenti devastano Kakamucho. Hank ritorna in una città devastata e, dopo un'accesa discussione con Jimbo, decide in un primo momento di tornare a casa. Jimbo, nel frattempo, tenta di introdursi nel palazzo di Ika Chu nella speranza di liberare Sumo, il quale è stato catturato dai servi di Ika Chu. Dopo aver saputo della fuga di Sumo, Ika Chu recluta un esercito di banditi per distruggere definitivamente Kakamucho. Hank ritorna a Kakamucho e spiega il suo piano per sconfiggere l'esercito di Ika Chu. Gli abitanti quindi costruiscono una copia perfetta del villaggio e di se stessi come diversivo. I banditi attaccano la finta città, venendo sconfitti. Hank insegue Ika Chu nel suo palazzo affrontandolo nella sua gigantesca toilette di giada, che trabocca provocando un'alluvione. Hank avverte gli abitanti di Kakamucho e li aiuta a scavare un canale per deviare l'acqua. Lo Shogun decide di premiare Jimbo nominandolo samurai, il quale cede la carica ad Hank. Quest'ultimo, però, sentendo di non essere pronto decide a sua volta di cedere la carica a Emiko.

## Colonna sonora
La colonna sonora è stata composta da Bear McCreary.